# Степове (Біловодська селищна громада)
Степове́ — село в Україні, у  Біловодській селищній громаді Старобільського району Луганської області. 
Населення становить 340 осіб.

## Населення
За даними перепису 2001 року населення села становило 340 осіб, з них 86,18% зазначили рідною мову українську, а 13,82% — російську.

## Пам'ятки
Поблизу села розташований загальнозоологічний заказник місцевого значення «Євсуг-Степове».